# Chvalín
Chvalín je vesnice, část obce Nové Dvory v okrese Litoměřice. Nachází se asi 1,5 kilometru jihovýchodně od Nových Dvorů. Chvalín je také název katastrálního území o rozloze 2,31 km².

## Historie
První písemná zmínka o vesnici pochází z roku 1226.

## Obyvatelstvo
|           | 1869 | 1880 | 1890 | 1900 | 1910 | 1921 | 1930 | 1950 | 1961 | 1970 | 1980 | 1991 | 2001 | 2011 |
| --------- | ---- | ---- | ---- | ---- | ---- | ---- | ---- | ---- | ---- | ---- | ---- | ---- | ---- | ---- |
| Obyvatelé | 211  | 234  | 227  | 219  | 257  | 267  | 291  | 230  | 188  | 188  | 156  | 140  | 129  | 144  |
| Domy      | 35   | 35   | 37   | 39   | 44   | 51   | 65   | 71   | 60   | 57   | 51   | 61   | 59   | 62   |

## Pamětihodnosti
- Kaple svatého Jana Nepomuckého

## Osobnosti
- František Topič (1858–1941), knihkupec a nakladatel
- Josef Beneš (* 1879), malíř